# سرطان المثانة
سرطان المثانة هو إصابة سرطانية لمنطقة المثانة. يبدأ سرطان المثانة في معظم الأحيان بإصابة الخلايا المبطنة للمثانة من الداخل. وعادة ما يصيب كبار السن، إلا أن هذا لا يعني استثناء أي سن من الإصابة.
سرطان المثانة هو رابع أكثر أنواع السرطانات شيوعا بين الرجال والثامن الأكثر شيوعا لدى النساء حسب معهد السرطان الوطني الأمريكي، ويشكل رابع أكثر أنواع السرطانات شيوعا بين الرجال في بريطانيا. في عام 1996 أكثر من 300000 حالة جديدة شُخِّصَت في جميع أنحاء العالم. يتم تشخيص الغالبية العظمى من سرطان المثانة في مراحله المبكرة، حيث يكون قابلا للعلاج بصورة جيدة جدا. ولكن، إصابة سرطان المثانة تتميز بالتكرر حتى لو تم العلاج ضمن مرحلة مبكرة، ولهذا السبب، يتوجب على الناجين من مرض سرطان المثانة أن يتابعوا الاختبارات ومراقبة حالتهم لعدة سنوات بعد العلاج. قدرت عدد الاصابات الجديدة بهذا المرض في الولايات المتحدة لعام 2008 بحوالي 68810 إصابة، كان عدد الوفيات ضمنها 14000 حالة.

## المسببات
لا يوجد سبب علمي واضح لتفسير تكون سرطان المثانة، إلا أنه تم التعرف على عدد من المواد المسرطنة التي يمكن اعتبارها ضمن قائمة الأسباب المحتملة، إهم هذه الأسباب هو دخان السجائر. يتركز البحث العلمي على فهم الظروف التي تؤدي إلى تغير التركيبة الوراثية للخلايا، مما يسبب تكاثر الخلايا غير الطبيعية. العوامل التالية تؤدي إلى زيادة مخاطر تطوير سرطان المثانة :
- التدخين :[6] التدخين هو أهم عامل في زيادة خطر سرطان المثانة.[7][8] المدخنون معرضون بما يفوق المرتين لخطر تطوير سرطان المثانة مقارنة مع غير المدخنين.
- التعرض لمواد كيميائية في مكان العمل : الأفراد الذين يتعاملون بانتظام مع بعض المواد الكيميائية أو في بعض الصناعات لديهم احتمال الإصابة بسرطان المثانة مرتفع مقارنة مع الاخرين. المواد الكيميائية العضوية الأمينات العطرية متبطة بصورة عالية مع سرطان المثانة.[9] هذه المواد الكيميائية مستخدمة وبكثرة ضمن صناعة الاصباغ. الصناعات الأخرى المرتبطة بسرطان المثانة تشمل على دباغة الجلود[10] والصناعات المطاطية[11]، والمنسوجات[12]، وأصباغ الشعر[13]، صناعة مواد الالوان[14]، ومواد الطباعة.[15] يتوجب إتخاذ إجراءات حماية صارمة ضمن مكان العمل للحد من لتعرض للمواد التي يعتقد أنها تسبب السرطان.

أهم هذه المواد هي:
- أصباغ الأنيلين، (بالإنجليزية: Aniline dyes)
- 2-نافثيلامين K (بالإنجليزية: 2-Naphthylamine).
- 4-أمينوبايفينيل، (بالإنجليزية: 4-Aminobiphenyl)
- البنزيدين, (بالإنجليزية: Benzidine)

- النظام الغذائي : الافراد الذين يتناولون نظام غذائي يشمل كميات كبيرة من اللحوم المقلية والدهون الحيوانية هم أكثر عرضة لتعرض للسرطان المثانة.[24]
- عشبة زَراوَنْد[25][26] (بالإنجليزية: Aristolochia fangchi): عشبة تستخدم في ضمن بعض المكملات الغذائية والعلاجات العشبية الصينية. الافراد الذين تناولوا هذه العشبة ضمن برنامج لانقاص الوزن كان معدلا الإصابة بسرطان المثانة والفشل الكلوي أعلى من الذين لم يستعملوا هذه العشبة. الدراسات العلمية على هذه العشبة أظهرت أنه يحتوي على مواد كيميائية يمكن أن تؤدي إلى ظهور السرطان لدى الفئران.[27][28]

### العوامل المساعدة على تكون سرطان المثانة
- علاج مرض سرطاني أخر.
- العلاج الاشعاعي للامراض السرطانية ضمن لمنطقة الحوض، مثل سرطان عنق الرحم[29]، وسرطان البروستاتا[30][31]، سرطان الكلى[32]، وسرطان قناة فالوب[33] وسرطان الخصية يزيد من خطر الإصابة بسرطان المثانة.
- العلاج الكيميائي بعقار سِيكْلُوفُسْفاميد[34][35][36] (بالإنجليزية: cyclophosphamide) يزيد من خطر سرطان المثانة.
- ويشكل العلاج بالزرنيخ عامل مخاطرة إضافي للإصابة بسرطان المثانة.[37] إلا أن علاقة الزرنيخ بسرطان المثانة ليست واضحة عندما يقل تركيز الزرنيخ عن 100 ميكرجرام/لتر[38]

## الأعراض
كثيرا ما يتأخر ظهور أعراض سرطان المثانة حتى يصل إلى مرحلة متقدمة حيث يصبح علاجها أصعب. ولذلك، فمن المناسب أن يقوم الشخص المعرض للمسببات وتتوفر لديه العوامل المساعدة (حتى وإن لم يعانوا من أي أعراض) باختبار الفرز. وهو اختبار لفحص السرطان لدى الافراد الذين لم يسبق لهم أن أصيبوا بالمرض.
وأهم أعراض مرض سرطان المثانة تشمل ما يلي:
- البيلة الدموِية (بالإنجليزية: hematuria) وهي وجود الدم في البول

الأفراد الذين يمكنهم رؤية الدم في البول، خاصة كبار السن من الذكور الذين يدخنون، يجب أن يعتبروا أن لديهم احتمال إصابة عال جدا بسرطان المثانة حتى يثبت العكس.، فالدم في البول هو عادة أول علامة تحذير من سرطان المثانة. إلا أن الدم غالبا ما يكون غير مرئيا. وهذا ما يسمى البيلة الدموِية المجهرية، إلا أنه قابل للكشف بواسطة اختبار بول بسيط.
وفي بعض الحالات، يوجد كمية من الدم ضمن البول ما يكفي لتغيير لون البول بشكل ملحوظ. فيصبح لون البول برتقاليا أو قرنفلي، أو قد يكون أحمر فاتحا مع أو بدون جلطات ظاهرة.
- إحساس بالحرق الحرق أو الألم أثناء التبول دون وجود أي مؤشر على عدوى أو التهاب ضمن المسالك البولية
- تغيير في عادات المثانة، مثل الاضطرار إلى التبول أكثر من المعتاد أو الشعور القوي بالحاجة إلى التبول دون خروج كمية بول كبيرة.

ظهور هذه الاعراض ليس دليلا على الإصابة بسرطان المثانة إلا أنه كافي لدفع الشخص لمراجعة الطبيب.
عند وصول السرطان إلى مرحلة متقدمة أكثر، تظهر أعراض إضافية:
- فقدان الوزن
- فقدان الشهية
- الحمى
- ألم في العظام أو المستقيم، الشرج أو منطقة الحوض

## الكشف
كمثل جميع أنواع إصابات السرطان، يمكن علاج سرطان المثانة بنسبة نجاح مرتفعة إذا تم رصده في وقت مبكر، وذلك عندما يكون ذا حجم صغير ولم ينتشر إلى الأنسجة المحيطة به.التدابير التالية يمكن أن ترفع من فرص العثور المبكر على إصابة سرطان المثانة:
إذا كان تتوافر عندك العوامل المساعدة على تكون سرطان المثانة، فعليك بإيلاء اهتمام خاص لأي تغير بلون البول أو أي تغييرات في العادات الخاصة بك عند التبول. إذا لاحظت وجود اعراض تستمر لمدة أكثر من بضعة أيام، فعليك بمراجعة طبيبك على الفور للتقييم.

## أنواع سرطان المثانة
معظم حالات سرطان المثانة هي ظهارية المنشأ، وتشكل سرطانة الخلايا الانتقالية 90% منها والباقي يشكلها كل من السرطانة الغدية والسرطانة حرشفية الخلايا. من الأنواع النادرة الأخرى السرطانة صغيرة الخلايا واللمفوما والغرن.

## مراحل سرطان المثانة
يعتير تحديد السرطان في أي مرحلة جزءاً مهما في علاج السرطان السطحي أو سرطان في موقعه الأصلي، هذا يحدث فقط على سطح البطانة الداخلية للمثانة، وإيجاد السرطان في هذه المرحلة يمنح للمريض أمل أكبر في تلقي علاج ناجح.
1- السرطان في المرحلة الأولى يحدث في بطانة المثانة الداخلية.
2- المرحلة الثانية للسرطان يغزو السرطان حائط المثانة.
3- المرحلة الثالثة للسرطان. تنتشر خلايا السرطان عبر حائط المثانة إلى النسيج المحيط. وقد ينتشر أيضاً إلى البروستات في الرجال أو الرحم أو المهبل في النساء.
4- المرحلة الرابعة للسرطان وفي هذه المرحلة، تنتشر الخلايا السرطانية إلى العقد اللمفاوية والأعضاء الأخرى، مثل الرئتين أو العظام والكبد.

## تصنيف مراحل سرطان المثانة

### تصنيف الورم والنقائل والعقد
- الورم البدئي:
  - TX: الورم البدئي لا يمكن تقديره
  - T0: لا يوجد دليل على الورم البدئي
  - Ta: سرطانة حليمية غير غازية
  - Tis: سرطانة في الموضع (ورم مسطح)
  - T1: الورم يغزو النسيج الضام تحت الظهاري
  - T2: الورم يغزو النسيج العضلي
  - pT2a: الورم يغزو العضلة السطحية (النصف الداخلي)
  - pT2b: الورم يغزو العضلة العميقة (النصف الخارجي)
  - T3: الورم يغزو النسيج حول المثانة
  - pT3a: مجهريا
  - pT3b: عيانيا (كتلة خارج مثانية)
  - T4: الورم يغزو أي من التالي: الموثة، الرحم، المهبل، جدار الحوض، جدار البطن
  - T4a: الورم يغزو الموثة، الرحم، المهبل
  - T4b: الورم يغزو جدار الحوض، جدار البطن
- العقد اللمفية:
  - NX: لا يمكن تقدير حالة العقد اللمفية
  - N0: لا يوجد نقائل للعقد اللمفية المجاورة
  - N1: وجود نقائل لعقدة لمفية واحدة بعدها الأكبر 2سم أو أقل
  - N2: وجود نقائل لعقدة لمفية واحدة بعدها الأكبر بين 2سم و5سم أو نقائل لعدة عقد لمفية لا يتجاوز أي منها 5 سم.
  - N3: نقائل لعقدة لمفية تتجاوز 5 سم في بعدها الأكبر.
- النقائل البعيدة:
  - MX: لا يمكن تفدير النقائل البعيدة
  - M0: لا يوجد نقائل بعيدة
  - M1: يوجد نقائل بعيدة

### مراحل سرطان المثانة
- المرحلة الأولى: T1, N0, M0
- المرحلة الثانية: T2, N0, M0
- المرحلة الثالثة: T3a, N0, M0 أو T3b, N0, M0 أو T4a, N0, M0
- المرحلة الرابعة: T4b, N0, M0 أو عند وجود أي من مراحل النقائل للعقد المجاورة (N1 أو N2 أو N3) أو عند وجود أي نقائل بعيدة (M1).[43]

## الحماية
ان سرطان المثانة يحدث في الغالب لكبار السن لكن لابد لمن هم في سن الشباب الابتعاد عن التدخين وممارسة الرياضة وتناول الغذاء الصحي والمبادرة بالفحص المبكر عند الإحساس بأي من الاعراض التي ذكرت مسبقاً

## عوامل مسببة
تلعب عوامل خارجية عدة كعوامل خطورة في حدوث سرطان المثانة. التدخين مثلاً يلعب دوراً هاماً وملحوظاً في حدوثه، وإن آلية التسرطن في سرطان المثانة يعتقد أنها تتطّور من تداخل عوامل بيئية مع استعداد وراثي.

### العوامل البيئية
وجدت مركبات عديدة بشكل طبيعي في البيئة وهي تتواجد بشكل ثانوي من بقايا النفايات الصناعية وهذه المركبات تترافق مع حدوث سرطان المثانة فالـArsenic عنصر يتواجد بشكل واسع ومنتشر في الطبيعة وهو ينتقل بالبيئة من مكان لآخر عبر الماء.
ومحتوى المياه الجوفية من هذا المركب Arsenic متغاير جغرافياً من بلد لآخر وبشكل واسع. حتى أنه يتواجد بكميات ضئيلة في بعض البلدان.

### العوامل عالية الخطورة
التدخين : يعتبر التدخين من أهم عوامل الخطورة خارجية المنشأ في حدوث سرطان المثانة.
ويعتقد أن المدخنين يصابون بسرطان المثانة بنسبة 2-3 أضعاف. كما أن 50% من سرطان المثانة يعزى إلى التدخين. هذا وإن آلية التدخين في إحداث سرطان مثانة غير معروفة جيداً. ويذكر أن أكثر من 60 عامل مسرطن موجود بالتبغ منها.
وتشير الدراسات إلى أن أورام المثانة لدى المدخنين تميل إلى أن تكون كبيرة وعديدة البؤر، كما أنها تبدي درجة ومرحلة نسيجية متقدّمة.
ويذكر أن إيقاف التدخين يترافق مع تراجع ملحوظ في خطورة حدوث سرطان المثانة، حيث تهبط نسبة الخطورة إلى 30-40% بعد سنة من إيقاف التدخين، أما المدخنين سابقاً فلديهم معدّلات خطورة لحدوث سرطان المثانة أكثر من الناس الذين لم يدخنوا خلال حياتهم، حتى بعد 25 سنة من الامتناع عن التدخين.
ان تناول البروكلي والسبانخ والشاي الأخضر يساعد على الوقاية من المرض.